# グレース・カートレット (初代グランヴィル女伯爵)
初代グランヴィル女伯爵グレース・カートレット（英語: Grace Carteret, 1st Countess Granville、旧姓グランヴィル、1667年頃 – 1744年10月18日）は、イギリスの貴族。自身の権利でグランヴィル女伯爵の爵位を保有した。

## 生涯
初代バース伯爵ジョン・グランヴィルとジェーン・ワイチの娘として、コーンウォールのストーで生まれた。出生年を1654年とする文献があり、それが真実である場合は彼女が夫より13歳年上ということになるが、2人の結婚式は1675年に行われ、そのときのグレースは「ほんの子供」と形容された。
1675年、ジョージ・カートレット（1667年 – 1695年）と結婚した。ジョージは1680年に同名の祖父ジョージ・カートレットから準男爵位を継承、1681年にカートレット男爵に叙された後、1695年に死去した。2人は2男をもうけた。
- ジョン（1690年 – 1763年） - 第2代グランヴィル伯爵。1710年に結婚した後、1744年に再婚、2度の結婚とも子供をもうけた
- フィリップ（1692年 – 1711年） - ウェストミンスター・スクール在学中に死去、ウェストミンスター寺院に埋葬された[4]

1701年に父が死去した直後、グレースの兄第2代バース伯爵チャールズ・グランヴィルが自殺した。チャールズの息子ウィリアムがバース伯爵を継承したが、1711年に早世した。その後、グレースは1714年にグランヴィル女伯爵とカートレット女子爵に叙された。
グレース・カートレットは長男ジョンの2度目の結婚式に出席した数か月後、自領のホーンズで死去、ウェストミンスター寺院にある初代アルベマール公爵の納骨所に埋葬された。爵位は長男ジョンが継承した。